# 藤木昌生
藤木 昌生（ふじき まさお）は音楽評論家でヘヴィメタル雑誌「BURRN!」の編集部員。

## 特徴
得意分野であるメロディアスなバンドなら国やジャンルを選ばないが、特に北欧のメタルやメロディックなハードロックには力を入れている。
ジャパメタに関しても詳しく、藤木の組む名盤特集（例：泣きのギターが聴ける名盤特集等）には日本のバンドが入ることが多い（その多くは廃盤ものだったりする）。
音楽の三大要素として「リズム、メロディ、ハーモニー」があるが、藤木がレビューする場合、メロディとハーモニーを強調したような評価を下すケースが多く、リズム重視のメタラーには評判が悪い。また、自身が高評価したアルバムには「脱糞」と言う単語をよく使っていた（2000年代以降使われていない）。
かつてレビューで0点をとった事がある聖飢魔II、「評価不能」と評されたSEX MACHINEGUNSなどを支持したり、今月のおすすめでJ-POP系アーティストやアニメソングを勧めたりと雑誌の方向性とはやや外れたジャンルにも幅広い嗜好を持っている。
因みに「BURRN!」誌面での珍事、HM/HR要素の皆無なガールズバンド80★PAN!の2ndアルバム『8 Carat Princess』のレビューを担当したのは彼であった。
2012年5月号を最後にBURRN!誌編集部から別の部署に異動したが、2013年6月号よりBURRN!編集部に復帰。